# ケイ酸塩ペロブスカイト
ケイ酸塩ペロブスカイト（ケイさんえんペロブスカイト、silicate perovskite）類には、マグネシウム鉄ケイ酸塩 (Mg,Fe)SiO3（ブリッジマナイト bridgemanite とも呼ばれる）やケイ酸カルシウム CaSiO3が含まれ、これらはペロブスカイト構造を持つ。ケイ酸塩ペロブスカイトは主に地下約670 kmの地球のマントルの下層部分で見られる。ケイ酸塩ペロブスカイトはフェロペリクレースと共に主要な鉱物相を形成していると考えられている。
2014年、国際鉱物学連合（IMA）の新鉱物・命名・分類委員会（CNMNC）は、ペロブスカイト構造を取った (Mg,Fe)SiO3に対してブリッジマナイト（bridgmanite）という名称を承認した。この名称は高圧物理学でノーベル物理学賞を受賞したパーシー・ブリッジマンに敬意を表したものである。

## 存在量
ケイ酸塩ペロブスカイトは下部マントルの93%以上を形成している可能性があり、マグネシウム型は地球上で最も豊富な鉱物であると考えられている。地下約2700 kmのマントル最下部の非常に高圧下では、ケイ酸塩ペロブスカイトはポストペロブスカイトに置き換わる。
地震波速度といったマントル下部条件下でのケイ酸塩ペロブスカイトの物理的性質は、レーザー加熱ダイヤモンドアンビルセルを用いて実験的に研究される。天然に存在するケイ酸塩ペロブスカイトは、地表では不安定なため研究することができない。

## 構造
ペロブスカイト構造（鉱物のペロブスカイトで初めて発見された）は、組成式ABX3（Aは大きな陽イオンを形成する金属、Bはより小さな陽イオンを形成する金属、Xは通常酸素）を持つ物質に存在する。構造は立方体型をとることができるが、イオンの相対的大きさが厳密な基準に沿う時のみである。通常は、ペロブスカイト構造を持つ物質は、斜方晶系における結晶格子とケイ酸塩ペロブスカイトの歪みによって、より低い対称性を示す。

## 存在

### 安定性の上限
マントルにおけるケイ酸塩ペロブスカイトの存在は1962年に初めて提案され、MgSiO3とCaSiO3の両方が1975年より前に実験的に合成された。1970年代末までに、マントル中の約650 kmの切れ目が、カンラン石組成を持つスピネル構造の鉱物からフェロペリクラーセを持つケイ酸塩ペロブスカイトへの変化を表わしていることが提唱された。

### 安定性の下限
2004年、ケイ酸塩ペロブスカイトは地下約2700 km以下でポストペロブスカイトへと構造をさらに変化させることが提唱された。この変化は、マントル最下部におけるD"層の存在を説明すると考えられている。

### 化学
マントル下部条件下でのマグネシウムペロブスカイトとフェロペリクラーセとの間の鉄の分配は、実験的に広く研究されている。ケイ酸塩ペロブスカイト構造におけるAlの量の変動の効果も研究されている。

### 量
ケイ酸塩ペロブスカイトはマントル下部の主な構成要素（容積で93%以上）であると考えられている。マグネシウムケイ酸塩ペロブスカイトはおそらく地球上で最も豊富な鉱物相である。ケイ酸塩ペロブスカイトが最も多く存在することは、マントル上部よりもマントル下部でケイ酸塩鉱物が豊富であること示唆しており、地球の総コンドライト組成とも一致している。

## 変形
マントル下部の最上部の条件下での多結晶MgSiO3の実験的変形は、ケイ酸塩ペロブスカイトが転移クリープ機構によって変形することを示唆している。これは、マントルにおいて観測される地震波異方性の説明の助けとなるかもしれない。